# X Sagittarii
X Sagittarii (X Sgr / 3 Sagittarii) és una estrella variable cefeida a la constel·lació del Sagitari prop del límit amb el Serpentari. X Sagittarii, juntament amb Eta Aquilae i T Monocerotis, és una de les cefeides considerades fàcils de trobar al cel nocturn. Aproximadament un grau al sud d'X Sagittarii s'hi pot localitzar el centre de la Via Làctia, Sagitari A.
Situada a 1075 anys llum del sistema solar, X Sagittarii és una cefeida clàssica amb una lluentor que varia entre magnitud aparent +4,24 i +4,84 en un període de 7,013 dies. La seva variació en lluentor va acompanyada d'un canvi en el seu tipus espectral des d'F5 a G9. Amb una temperatura de 5.300 K, té una lluminositat 3.100 vegades major que la del Sol, i el seu radi és unes 66 vegades més gran que el radi solar. La seva velocitat de rotació projectada, 24 km/s, dona com a resultat un període de rotació igual o inferior a 138 dies. Té una massa 6 ó 7 vegades major que la del Sol, amb una edat estimada entre 43 i 65 milions d'anys. És, a més, un binari espectroscòpic amb un període orbital de 573 dies.
Recents estudis suggereixen que l'espectre d'X Sagittarii pot ser interpretat sobre la base de dues ones de xoc consecutives per període de pulsació. Fins ara s'havia al·legat, tant des del punt de vista observacional com del teòric, que devien haver-hi ones de xoc en les cefeides clàssiques, si bé no havien estat detectades fins al moment.